# Prioneris philonome
Prioneris philonome är en fjärilsart som först beskrevs av Jean Baptiste Boisduval 1836.  Prioneris philonome ingår i släktet Prioneris och familjen vitfjärilar. Inga underarter finns listade i Catalogue of Life.

## Bildgalleri

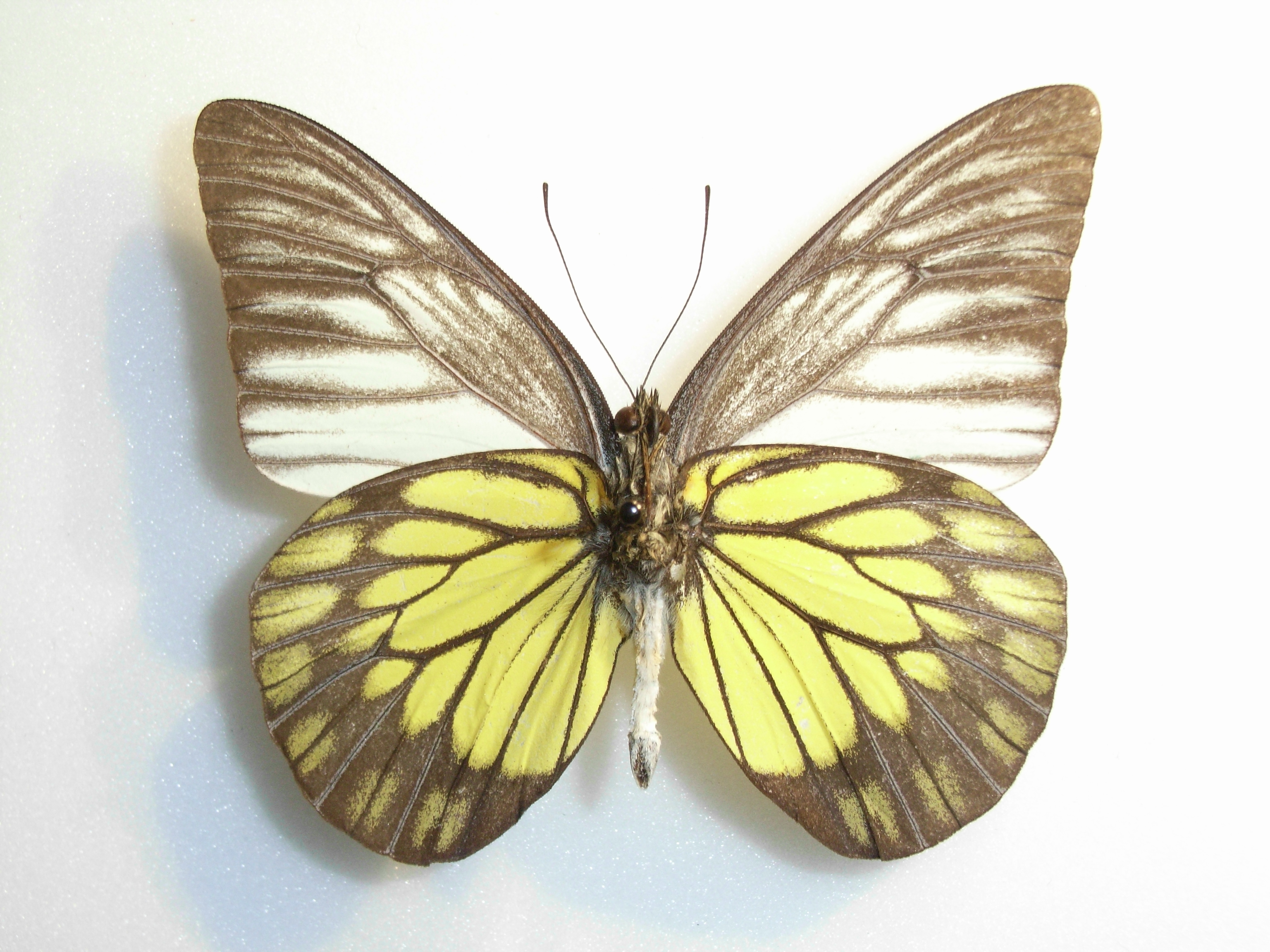
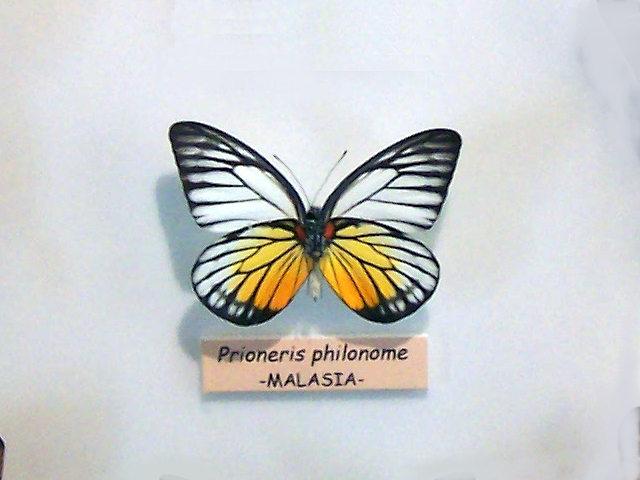